# Анджей Тишкевич
А́нджей Тишке́вич (пол. Andrzej Tyszkiewicz; 3 жовтня 1949, Цеханув, Польща) — польський військовий і політичний діяч, голова місії спостерігачів ЄС у Грузії (2011–2013), Надзвичайний і Повноважний Посол Республіки Польщі в Боснії і Герцеговині (2005–2010), командувач Центрально-Південною частиною багатонаціональної дивізії в Іраку (2003–2004), заступник Головнокомандувача Польських Сухопутних військ (2002–2005), національний військовий представник Польщі при Штабі Верховного головнокомандувача ОЗС НАТО в Європі (1999–2002), військовий аташе при посольстві Польщі в Туреччині (1999–2002), начальник інспекції при польському генеральному штабі Війська Польського (1994–1995), заступник командувача Варшавського Штабу Війська Польського (1992–1994), начальник Штабу Варшавського військового округу (1990–1992); генерал-лейтенант (пол. generał broni).

## Біографія
Анджей Тишкевич, нащадок графського роду Тишкевичів Великого князівства Литовського, народився 3 жовтня 1949 року в місті Цехануві (нині Цеханувський повіт, Мазовецьке воєводство, Польща). У 1973 році закінчив школу офіцерів у Вроцлаві. Потім пішов на службу у 8-у Дрезденську механізовану дивізію імені Бартоша Гловацького, що в Кошаліні (нині Західнопоморське воєводство).
У 1979 році закінчив Військову академію імені М. В. Фрунзе у Москві. Після повернення до Польщі з 1982 по 1986 рр. командував 32-м і 1-м механізованим полками. У грудні 1986 року він був призначений на посаду начальника штабу та заступника командира 1-й механізованої дивізії, а з жовтня 1987 року — командиром 6-ї повітряно-десантної бригади у Кракові.
У 1990 році закінчив з відзнакою Академію Генерального штабу СРСР і продовжив службу у Варшавському військовому окрузі. У 1990–1992 роках — начальник оперативного відділу, потім начальник штабу. У 1993 році Тишкевичу було присвоєно звання бригадного генерала.
У 1994 році призначений головою групи військових інспекторів в Генеральному штабі Війська Польського.
З липня 1995 по січень 1999 року служив військовим аташе в Туреччині. У 1999 році призначений військовим представником Польщі при штаб-квартирі ОЗС НАТО в Європі.
У 2000 році Тишкевичу присвоєно звання генерал-майора. З вересня 2002 року був заступником командувача сухопутними військами Війська Польського.
У 2003 році кілька місяців командував польським військовим контингентом в Іраку. У січні 2004 року підвищений у званні до генерала броні (аналог генерал-лейтенанта).
У 2005 указом Президента Польщі призначений Надзвичайним і Повноважним Послом Республіки Польща в Боснії і Герцеговині.
З 2011 по 2013 рр. був головою місії Європейського Союзу в Грузії. Оголошений персоною нон ґрата в Абхазії.
Вільно володіє польською, англійською та російською мовами.

## Нагороди
| Стрічка | Назва                                         |
|         | Командорський Хрест Ордена Відродження Польщі |
|         | Офіцерський Хрест Ордена Відродження Польщі   |
|         | Лицарський Хрест Ордена Відродження Польщі    |
|         | Золотий Хрест «За заслуги»                    |
|         | Срібний Хрест «За заслуги»                    |
|         | Медаль «Збройні сили на службі Батьківщини»   |
|         | Медаль «За заслуги при захисті країни»        |
|         | Бронзова Зірка США                            |